# Катастрофа Ан-28 под Паланой (2012)
Катастрофа Ан-28 под Паланой (2012) — авиационная катастрофа, произошедшая 12 сентября 2012 года. Авиалайнер Ан-28 Петропавловск-Камчатского АП выполнял плановый рейс PTK251 по маршруту Петропавловск-Камчатский—Палана, но при заходе на посадку в пункте назначения врезался в сопку. Из находившихся на его борту 14 человек (12 пассажиров и 2 члена экипажа) выжили 4.
Причиной катастрофы стало нарушение экипажем установленной схемы захода на посадку в аэропорту Палана. Также в крови обоих пилотов был обнаружен алкоголь.

## Самолёт
Ан-28 (регистрационный номер СССР-28715, заводской 1AJ006-25, серийный 06-25) был выпущен 8 декабря 1989 года авиационным заводом «PZL Mielec» (Мелец, Польша). 11 декабря того же года был передан авиакомпании «Аэрофлот» (Дальневосточное УГА, Камчатский ОАО). С 1991 по 1994 годы эксплуатировался авиакомпанией «Камчатавиа», за это время его б/н сменился на RA-28715. В 1994 году был передан авиакомпании «КорякАвиа». 18 августа 2010 года был выкуплен Петропавловск-Камчатским авиационным предприятием. Оснащён двумя турбовинтовыми двигателями ТВД-10Б Омского моторостроительного КБ. На день катастрофы совершил 8891 цикл «взлёт-посадка» и налетал 11 947 часов.

## Экипаж и пассажиры
Экипаж рейса PTK251 состоял из двух пилотов:
- Командир воздушного судна (КВС) — 48-летний Вячеслав Владимирович Шпак. Опытный пилот, в Петропавловск-Камчатском АП проработал 2 года (с сентября 2010 года). Управлял самолётом Ан-2. В должности командира Ан-28 — с 1991 года (до этого управлял им в качестве второго пилота). Налетал 8955 часов, 7732 из них на Ан-28 (6192 из них в качестве КВС).
- Второй пилот — 41-летний Владимир Александрович Данченко. Опытный пилот, в Петропавловск-Камчатском АП также проработал 2 года (с сентября 2010 года). Управлял самолётом Ан-2. На второго пилота Ан-28 был квалифицирован в 1995 году, в 2003 году был квалифицирован на командира Ан-28. Налетал 6543 часа, 6347 из них на Ан-28 (2746 из них в качестве КВС).

| Гражданство | Пассажиры | Экипаж | Всего |
| ----------- | --------- | ------ | ----- |
| Россия      | 11        | 2      | 13    |
| Беларусь    | 1         | 0      | 1     |
| Всего:      | 12        | 2      | 14    |

## Хронология событий
Рейс PTK251 вылетел из Петропавловска-Камчатского в 10:15, на его борту находились 2 пилота и 12 пассажиров. Полёт проходил на эшелоне FL110 (3350 метров). После набора эшелона экипаж перешёл на связь с авиадиспетчером ВРЦ Мильково, который разрешил рейсу 251 набор эшелона FL120 (3650 метров). Диспетчер информировал экипаж об удалении и о фактической погоде в аэропорту Палана и на запасных аэродромах. После входа в зону аэропорта Тигиль экипаж рейса 251 перешёл на связь с авиадиспетчером аэропорта и получив его разрешение, снизился до эшелона FL70 (2150 метров). Также авиадиспетчер передал экипажу данные о фактической погоде в аэропорту Палана (ветер 160° 3 м/с, видимость более 10 километров, слабый ливневый дождь, облачность сплошная, кучево-дождевая высотой 450 метров, горы частично закрыты), которая соответствовала минимуму и позволяла выполнить посадку по схеме захода на посадку по ППП. Затем экипаж доложил авиадиспетчеру расчётное время выхода из его зоны ответственности (12:14) и расчётное время посадки в Палане (12:24). Затем пилоты уточнили время пролёта границы между зонами УВД Тигиль и Палана (12:04) и в указанное время ложно проинформировали авиадиспетчера Тигиль о выходе из зоны на эшелоне FL70, одновременно приступив к снижению до высоты 1700 метров. Авиадиспетчер дал экипажу прямой пеленг, свидетельствовавший о нахождении лайнера на трассе, и указание переходить на связь с авиадиспетчером аэропорта Палана. Перейдя на связь с ним, экипаж ложно проинформировал авиадиспетчера о входе в зону аэропорта на эшелоне FL70 и расчётном времени прибытия (12:23). Фактически в это время лайнер находился на высоте около 1700 метров и удалении около 80 километров от аэропорта Палана (граница зоны на данном участке — в 43 км от аэропорта Палана).
В 12:13:16 (40 километров от аэропорта Палана, высота около 1600 метров) экипаж сообщил пролёт привода на эшелоне FL70, продолжая ложно информировать авиадиспетчера о своем местоположении и высоте, и запросил разрешение на заход на посадку по ОПРС. Диспетчер передал экипажу информацию о посадочном курсе и разрешил снижение до 1200 метров. Экипаж это подтвердил и в 12:16:09 доложил пролёт привода на высоте 1200 метров, что также не соответствовало действительности (удаление около 30 километров, курс полёта по-прежнему соответствовал курсу полёта по трассе). Авиадиспетчер разрешил заход на посадку по установленной схеме, пилоты подтвердили указание. Лайнер в этот момент находился на высоте 1100 метров.
Продолжая снижение, рейс 251 с постепенным увеличением крена до 12° начал уклоняться влево в сторону сопки Пятибратка (484 метра); вероятно, пилоты стремились выйти на визуальный полёт ниже облачности, намереваясь левым разворотом пройти над береговой чертой Охотского моря и произвести заход на посадку правым доворотом. Данная схема захода на посадку была предусмотрена только для полетов по ПВП.
На высоте 60 метров сработал сигнал GPWS о наборе высоты, но пилоты не реагировали на него в течение 3 секунд. В 12:18:50,5 пилоты увидели склон сопки, резко увеличили тангаж на кабрирование отклонением руля высоты и переместили РУДы обоих двигателей на взлётный режим, но уже через секунду рейс PTK251 на скорости около 250 км/ч задел обоими двигателями верхушки деревьев на отроге восточного склона сопки Пятибратка на высоте 320 метров над уровнем моря и в результате этого воздушные винты и двигатели получили повреждения, приведшие к отказу двигателей. В положении значительного кабрирования лайнер перелетел вершину сопки, но от отказа двигателей его скорость резко упала до 130-135 км/ч, что привело к сваливанию. Примерно через 450 метров от места первого касания деревьев рейс PTK251 со значительным правым креном рухнул в лесной массив высотой 4-7 метра и, проскользив по земле 50 метров, полностью разрушился (относительно уцелела только хвостовая часть). Пожара на месте катастрофы не возникло.
Около 06:00 13 сентября спасательный вертолёт обнаружил обломки рейса 251 в 10 километрах от аэропорта Палана. Из 14 человек на борту самолёта погибли 10 — оба пилота и 8 пассажиров. Все 4 выживших пассажира были выброшены из хвостовой части самолёта после удара о землю, все они получили ранения различной степени тяжести.

## Расследование
В соответствии с российским воздушным законодательством Межгосударственный авиационный комитет (МАК) сформировал комиссию по расследованию причин катастрофы рейса PTK251, в состав которой вошли представители Росавиации и Росгидромета. На месте катастрофы были найдены параметрический самописец и приёмник GPS.
Окончательный отчёт расследования был опубликован 31 января 2013 года.
Заключение

Причиной катастрофы самолёта Ан-28 RA-28715 явилось нарушение экипажем установленной схемы захода на посадку в аэропорту Палана, выразившееся в выполнении полёта вне маршрута подхода и преждевременном снижении до высоты ниже минимально безопасной при полёте в горной местности, в погодных условиях, исключающих устойчивый визуальный контакт с земными ориентирами, что привело к столкновению ВС со склоном горы, его разрушению и гибели экипажа и пассажиров.

Также во время расследования было установлено, что оба пилота рейса 251 прошли плановый медицинский осмотр, после которого врач допустил экипаж к полёту без замечаний. Но при этом, согласно заключению патолого-анатомического исследования, оба пилота находились в состоянии алкогольного опьянения: у КВС была выявлена лёгкая степень (0,92% в крови и 4,42% в моче; выраженный «синдром похмелья»), у второго пилота — средняя степень (2,03 % в крови, анализ мочи не проводился). Нахождение членов экипажа в состоянии алкогольного опьянения во время полёта и захода на посадку приводило к нарушению их психомоторных реакций и концентрации внимания и, как следствие, к невозможности адекватной оценки ситуации.
Также пилоты не провели предполётную подготовку и не запрашивали метеосводку. Все переговоры с диспетчерской службой, относящиеся к подготовке рейса, вместо экипажа рейса 251 вёл КВС другого Ан-28 (борт RA-28714), вылет которого был запланирован позже. Информацию о принятом решении на вылет в Палану также за них зачитывал второй пилот того же борта RA-28714. Дежурный штурман аэропорта Елизово контроль экипажа рейса 251 не проводил. Метеосводку экипажу борта RA-28715 также передал экипаж борта RA-28714.

## Ущерб и страховые выплаты
Договор коллективного страхования от несчастных случаев в отношении экипажа рейса 251 был заключён со страховой компанией «РЕСО-Гарантия», которая выплатила семьям обоих погибших пилотов по 100 000 рублей (ещё по 100 000 рублей выплатило родственникам погибших Петропавловск-Камчатское АП, ещё 200 000 рублей добавил местный бюджет). Страхование ответственности авиаперевозчика осуществляла страховая компания «ТИТ», которая выплатила родственникам 8 погибших пассажиров по 2,025 млн. рублей (общая сумма страховой выплаты — 16 500 000 рублей). Эти риски были перестрахованы в перестраховочной компании «Москва Ре», которая компенсировала страховой компании «ТИТ» 4 100 000 рублей.